# Wielersport op de Middellandse Zeespelen 1959
Wielersport is een van de sporten die beoefend werden tijdens de Middellandse Zeespelen 1959 in Beiroet, Libanon. Er waren zes onderdelen, alle voor mannen.

## Uitslagen

### Piste
| Event                     | Goud            | Goud   | Zilver               | Zilver | Brons             | Brons  |
| ------------------------- | --------------- | ------ | -------------------- | ------ | ----------------- | ------ |
| Sprint                    | Sante Gaiardoni |        | Valentino Gasparella |        | Sergio Bianchetto |        |
| Kilometer                 | Sante Gaiardoni | 1.10,3 | Valentino Gasparella | 1.11,1 | Giuseppe Beghetto | 1.11,2 |
| Individuele achtervolging | Mario Vallotto  | 5.07,0 | Franco Testa         | 5.08,4 | Marcel Delattre   | 5.10,1 |
| Ploegenachtervolging      | Italië          |        | Frankrijk            |        | Marokko           |        |

### Weg
| Event              | Goud                | Goud    | Zilver               | Zilver  | Brons                | Brons   |
| ------------------ | ------------------- | ------- | -------------------- | ------- | -------------------- | ------- |
| Wegrit individueel | Juan Sanchez Camero | 4:28.51 | Juan Vicens Mesquida | 4:31.51 | Miguel Martorell Pou | 4:34.04 |
| Wegrit team        | Spanje              | 6 ptn   | Frankrijk            | 34 ptn  | Marokko              | 36 ptn  |

## Medaillespiegel
| Plaats | Land      | Goud | Zilver | Brons | Totaal |
| 1      | Italië    | 4    | 3      | 2     | 9      |
| 2      | Spanje    | 2    | 1      | 1     | 4      |
| 3      | Frankrijk | 0    | 2      | 1     | 3      |
| 4      | Marokko   | 0    | 0      | 2     | 2      |
| Totaal | Totaal    | 6    | 6      | 6     | 18     |

1955 · 1959 · 1963 · 1967 · 1971 · 1975 · 1979 · 1983 · 1987 · 1991 · 1993 · 1997 · 2001 · 2005 · 2009 · 2013 · 2018 · 2022
Atletiek · Basketbal · Boksen · Gewichtheffen · Gymnastiek · Paardensport · Schermen · Schietsport · Schoonspringen · Voetbal · Volleybal · Waterpolo · Wielersport · Worstelen · Zeilen · Zwemmen